# Reprografia

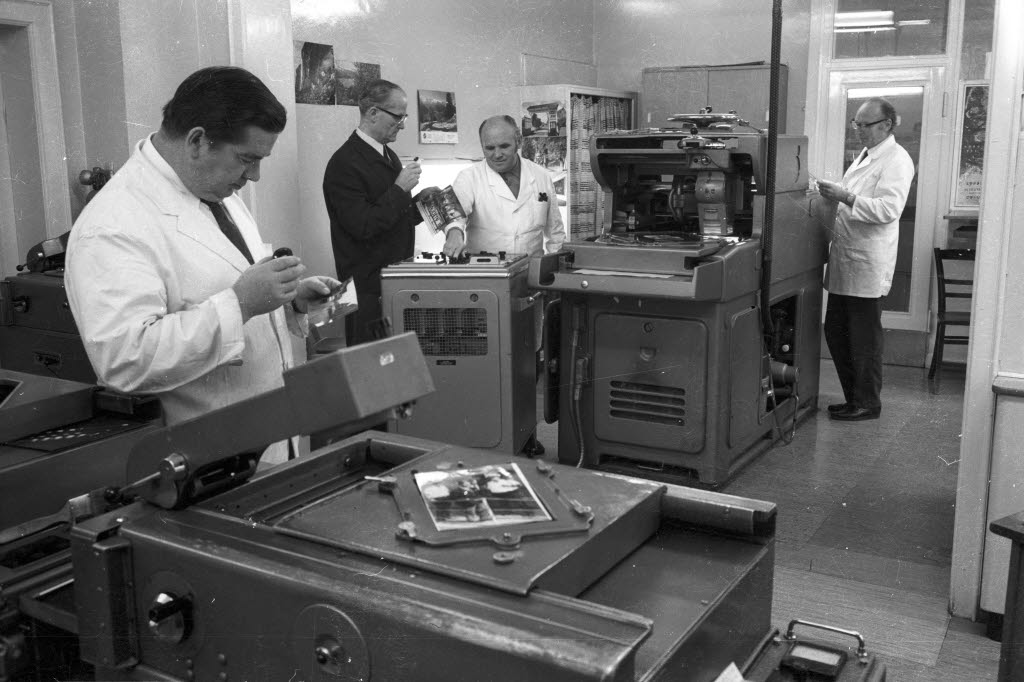
Departament de reproducció de Kieler Nachrichten.

La reprografia és un procés que permet reproduir documents impresos mitjançant tècniques com la fotocòpia (o xerocopia), el facsímil o la fotografia. El terme està compost per dos vocables: reproducció i grafia. Consisteix en el traspàs de la tinta a un suport mitjançant la pressió, i té com a objectiu final la reproducció de franc la quantitat de còpies que siguin iguales(reproducció massiva de peces).

## Introducció
El maneig de màquina i equips de reprografia (màquines reproductores de documents, muticopistes, fotocopiadores…) està dins de les tasques bàsiques a realitzar pels auxiliars d'oficina. Aquesta tasca forma part d'un procés de digitalització i d'un sistema d'impresisó. La reprografia forma part del procés d'idees/treballs d'aquest, ja que consisteix en la reproducció o duplicació massiva d'un element gràfic, gràcies als mitjans tècnics i esforços humans.
Als Estats Units, la indústria és relativament petita, amb aproximadament 3000 empreses. Comprèn negocis empresarials que atenen predominantment les necessitats de reproducció de gran format i gran format de les indústries legal, arquitectònica, d'enginyeria, fabricació, venda al detall i publicitat. El volum mitjà de vendes és d'aproximadament $ 1.5 milions i la mitjana d'empleats és de 20 a 25 persones.
Les reproduccions de gran format es produeixen amb una varietat de tecnologies que depenen, en part, de l'aplicació del producte final i la quantitat necessària. Els exemples de mètodes de reproducció típics inclouen: diazo (línia blava), electroestàtica (xerogràfica), fotogràfica, làser i raig de tinta.
Les reproduccions es poden fer des de la mateixa mida o en còpies més petites o més grans. Les impressions també poden ser generades per ordinador a partir d'arxius CADD (disseny assistit per ordinador) o d'una varietat creixent de paquets de programari de disseny i publicació d'escriptori.
A més d'atendre les necessitats de reproducció en gran format dels seus clients, els reprògrafs amb freqüència venen equips de reprografia i consumibles. També es poden proporcionar altres serveis comercials com muntatge i laminació, còpia ràpida, microfilmació, escaneig i gestió d'instal·lacions.
Els elements típics produïts pels reprògrafs inclouen plànols i representacions d'arquitectura / enginyeria, senyalització per a interiors i exteriors, mapes, cartells publicitaris, pantalles retroil·luminades, gràfics per a fires comercials, exposicions legals i mèdiques, etc. La majoria de les firmes de reprografia als Estats Units pertanyen a l'Associació de Reprografia Internacional. (IRGA).
Reprografia també es coneix com a «reimpressió».

## Origen de la reprografia
El primer precedent dels sistemes de reprografia en l'era moderna és la impremta, atribuïda a Gutenberg, cap a l'any 1450, i caracteritzada per ser un mètode industrial de reproducció de textos i imatges sobre el paper o materials similars, mitjançant l'aplicació de tinta oliosa sobre peces metàl·liques que la transfereixen al paper per pressió.
- 1808 - Invent del paper carbó
- 1843 - Es patenta la màquina d'escriure
- 1873 - S'inventa el fascímil
- 1937 - La màquina d'escriure elèctrica
- 1959 - comercialització de la primera fotocopiadora Xerox 914

## Tècnics de reprografia
Els tècnics en reprografia solen ser responsables d'una àmplia varietat de tasques, incloses les fotocopiadores i màquines de diversos operatius d'acabat d'impressió. En algunes empreses també han de controlar el correu electrònic. La gamma de funcions varia d'un lloc de treball a un altre.
Aquests tècnics preparen les màquines fotocopiadores per a cada treball mitjançant la posada a punt i l'ajust de la màquina segons cada requeriment. També netegen i duen a terme el manteniment rutinari de la maquinària, incloent la substitució del tòner i les fotocopiadores. Han de carregar i descarregar les fotocopiadores amb el paper. A continuació, el material imprès es transfereix a la següent etapa de producció.
Alguns tècnics en reprografia utilitzen màquines com ara guillotines, perforadores, màquines de plegat i doblat, encoladores, grapadores i màquines d'enquadernació. També s'encarreguen de la presentació de la creació impresa un cop acabada. Alguns s'encarreguen d'ordenar els nous subministraments.

## Aplicacions publicitàries
En els temps que corren, la comunicació audiovisual i la publicitat han pres una gran importància en la nostra societat, i per això els serveis reprogràfics posen el seu equip i experiència en el camp de la impressió digital i la cartelleria publicitària, així com cartelleria especialitzada per a esdeveniments.
- Reproducció de cartelleria amb la màxima qualitat de color i en qualsevol material.
- Impressió d'alta qualitat de color en petits formats per productes com ara fullets publicitaris, targetes de visita, díptics, tríptics…
- Muntatges en tot tipus de suports (foam, forex, perfils, etc ...)
- Sistema FTP per rebre arxius amb rapidesa i seguretat.